# Rysstjärnen, Västergötland
Rysstjärnen är en sjö i Marks kommun i Västergötland och ingår i Rolfsåns huvudavrinningsområde.